# Tatjana Averina

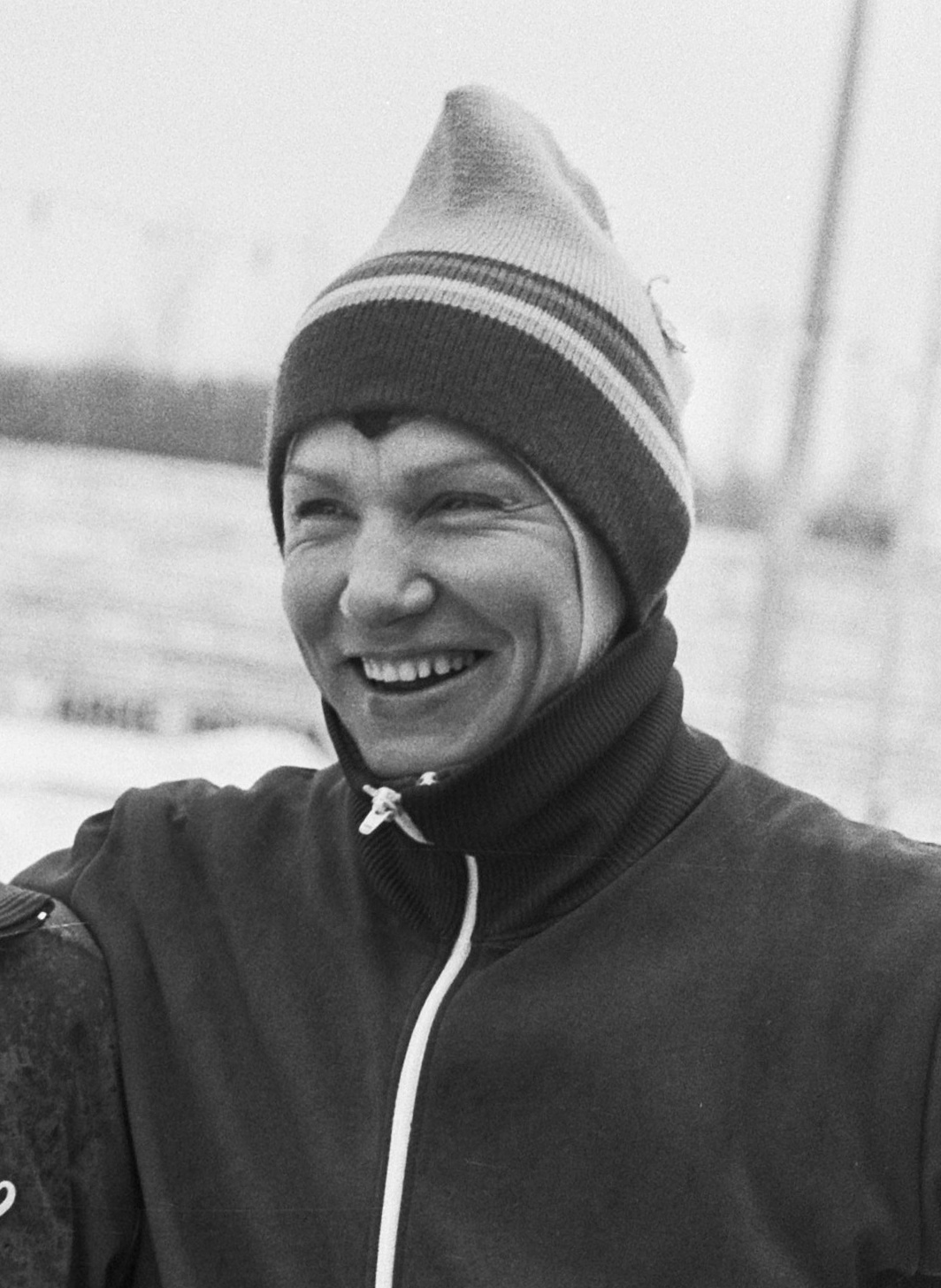
Tatyana Averina, 1979

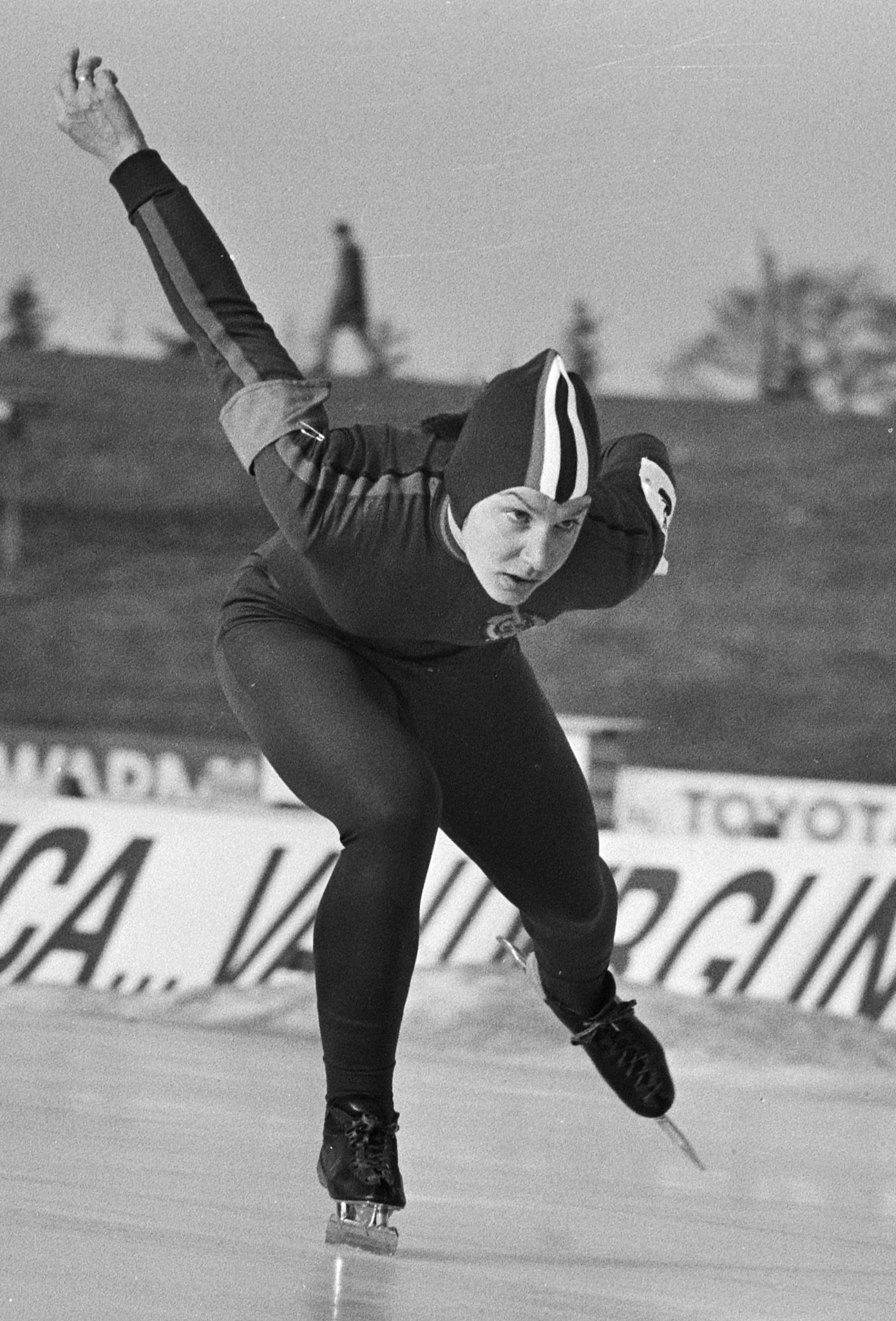
Tatyana Averina, 1975

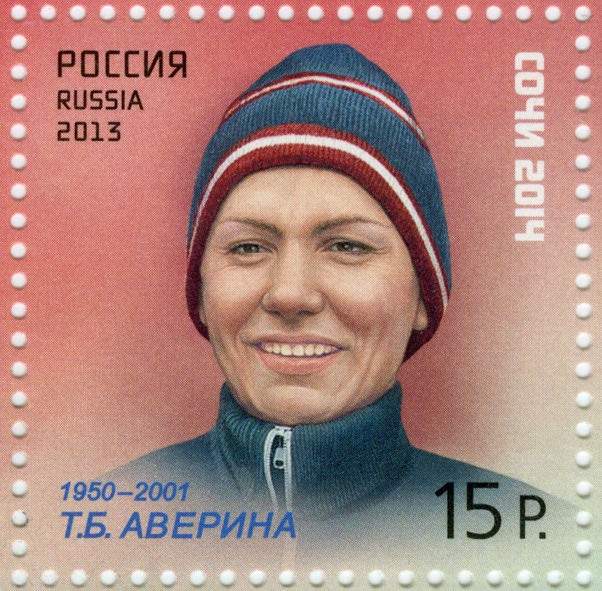
Postzegel № 1775. Serie legendarische sporters, ter ere van de Spelen in Sochi, 2014.

Tatjana Borisovna Averina (Russisch: Татьяна Борисовна Аверина) (Gorki, 25 juni 1950 – Moskou, 22 augustus 2001) was een Russisch schaatsster.

## Carrière
Tatjana Averina nam tweemaal deel aan de Olympische Winterspelen als deelneemster namens de Sovjet-Unie (in 1976 en 1980). Op de Winterspelen in Innsbruck werd ze olympisch kampioen op de 1000 en 3000 meter. Daarnaast behaalde ze tijdens het toernooi nog bronzen medailles op de 500 en 1500 meter.
Al voor de Spelen had ze naam gemaakt in het vrouwenschaatsen door in een jaar tijd elf wereldrecords te schaatsen. Aan haar zeven deelnames aan de WK Allroundtoernooien hield ze, tussen 1970-1979, elf afstandmedailles over (2-4-5) allen behaald op de 500, 1000 en 1500 meter. Ze werd eenmaal wereldkampioene allround en drie keer behaalde ze de tweede plaats.

## Records

### Persoonlijk records
| Afstand    | Tijd    | Datum            | Baan   |
| ---------- | ------- | ---------------- | ------ |
| 500 meter  | 41,06   | 29 maart 1975    | Medeo  |
| 1000 meter | 1.23,3  | 2 oktober 1979   | Medeo  |
| 1500 meter | 2.07,88 | 12 januari 1979  | Medeo  |
| 3000 meter | 4.38,48 | 13 januari 1979  | Medeo  |
| 5000 meter | 9.04,9  | 29 november 1981 | Moskou |

### Wereldrecords
| Nr. | Afstand        | Tijd    | Datum         | Baan  |
| --- | -------------- | ------- | ------------- | ----- |
| 1   | 1500 meter     | 2.14,00 | 1 april 1974  | Medeo |
| 2   | 1000 meter     | 1.26,40 | 2 april 1974  | Medeo |
| 3   | minivierkamp   | 180,090 | 2 april 1974  | Medeo |
| 4   | 500 meter      | 41,70   | 11 maart 1975 | Medeo |
| 5   | 1500 meter     | 2.09,90 | 11 maart 1975 | Medeo |
| 6   | minivierkamp   | 176,930 | 12 maart 1975 | Medeo |
| 7   | 1000 meter     | 1.26,12 | 12 maart 1975 | Medeo |
| 8   | 1000 meter     | 1.25,28 | 22 maart 1975 | Medeo |
| 9   | 1000 meter     | 1.23,46 | 29 maart 1975 | Medeo |
| 10  | 500 meter      | 41,06   | 29 maart 1975 | Medeo |
| 11  | sprintvierkamp | 168,285 | 29 maart 1975 | Medeo |

### Adelskalender
Tatjana Averina heeft drie periodes aan de top van de Adelskalender gestaan: eerst van 12 januari 1974 tot 3 april 1976 (812 dagen), een tweede keer van 19 november 1976 tot 25 april 1978 (522 dagen) en ten slotte van 12 januari 1979 tot 2 oktober 1979 (263 dagen). In totaal heeft Tatjana Averina 1597 dagen aan de top van de Adelskalender gestaan.
Hieronder staan de persoonlijke records (PR's) waarmee Tatjana Averina aan de top van de Adelskalender kwam en de PR's die zij had staan toen hij van de eerste plek verdreven werd. Tevens zijn de gegevens weergegeven van de schaatssters die voor en na haar aan de top van de lijst stonden.
| Datum      | 500 m | 1000 m  | 1500 m  | 3.000 m | Punten  | Voorganger / Opvolger |
| ---------- | ----- | ------- | ------- | ------- | ------- | --------------------- |
| 20-03-1973 | 43,32 | 1.28,1  | 2.16,48 | 4.43,0  | 180,029 | Nina Statkevitsj      |
| 12-01-1974 | 43,31 | 1.26,1  | 2.15,5  | 4.50,6  | 179,959 |                       |
| 08-02-1976 | 41,06 | 1.23,46 | 2.09,8  | 4.45,19 | 173,589 |                       |
| 03-04-1976 | 42,88 | 1.24,06 | 2.10,12 | 4.31,00 | 173,449 | Galina Stepanskaja    |
| 10-04-1976 | 42,83 | 1.24,06 | 2.10,12 | 4.31,00 | 173,399 | Galina Stepanskaja    |
| 19-11-1976 | 41,06 | 1.23,46 | 2.09,8  | 4.40,4  | 172,789 |                       |
| 25-04-1978 | 41,86 | 1.24,35 | 2.08,64 | 4.34,68 | 172,696 | Natalja Petroeseva    |
| 06-01-1979 | 41,65 | 1.24,35 | 2.08,64 | 4.34,68 | 172,485 | Natalja Petroeseva    |
| 12-01-1979 | 41,06 | 1.23,46 | 2.07,88 | 4.40,4  | 172,149 |                       |
| 13-01-1979 | 41,06 | 1.23,46 | 2.07,88 | 4.38,48 | 171,829 |                       |
| 02-10-1979 | 41,35 | 1.21,9  | 2.08,64 | 4.34,68 | 170,960 | Natalja Petroeseva    |

## Resultaten
| Jaar | EK Allround | WK Allround | WK Sprint | Olympische Spelen            |
| ---- | ----------- | ----------- | --------- | ---------------------------- |
| 1970 |             | 12e         |           |                              |
| 1971 | 6e          | 7e          |           |                              |
| 1972 |             |             |           |                              |
| 1973 | 10e         |             |           |                              |
| 1974 | NC19        | Zilver      | DQ4       |                              |
| 1975 |             | Zilver      | 7e        |                              |
| 1976 |             | Zilver      |           | 500m · 1000m · 1500m · 3000m |
| 1977 |             |             |           |                              |
| 1978 |             | Goud        |           |                              |
| 1979 |             | DQ2         | 6e        |                              |
| 1980 |             |             |           | 18e 1500m                    |

### Medaillespiegel
| Kampioenschap     | Goud · | Zilver · | Brons · |
| ----------------- | ------ | -------- | ------- |
| Olympische Spelen | 2      | 0        | 2       |
| WK Allround       | 1      | 3        | 0       |

Verné Lesche · 
Valentina Koeznetsova · 
Serafima Paromova · 
Laila Schou Nilsen · 
Olga Akifjeva · 
Rimma Zjoekova · 
Tamara Rylova · 
Inga Artamonova · 
Stien Kaiser · 
Ans Schut · 
Nina Statkevitsj · 
Tatjana Averina · 
Galina Stepanskaja · 
Natalja Petroeseva · 
Andrea Mitscherlich · 
Karin Enke · 
Gabi Zange · 
Gunda Niemann · 
Claudia Pechstein · 
Anni Friesinger · 
Cindy Klassen
1960: Klara Goeseva ·
1964: Lidia Skoblikova ·
1968: Carry Geijssen ·
1972: Monika Pflug ·
1976: Tatjana Averina ·
1980: Natalja Petroeseva ·
1984: Karin Enke ·
1988: Christa Rothenburger ·
1992: Bonnie Blair ·
1994: Bonnie Blair ·
1998: Marianne Timmer ·
2002: Christine Witty ·
2006: Marianne Timmer ·
2010: Christine Nesbitt ·
2014: Zhang Hong ·
2018: Jorien ter Mors ·
2022: Miho Takagi
1960: Lidia Skoblikova ·
1964: Lidia Skoblikova ·
1968: Ans Schut ·
1972: Stien Baas-Kaiser ·
1976: Tatjana Averina ·
1980: Bjørg Eva Jensen ·
1984: Andrea Schöne ·
1988: Yvonne van Gennip ·
1992: Gunda Niemann ·
1994: Svetlana Bazjanova ·
1998: Gunda Niemann-Stirnemann ·
2002: Claudia Pechstein  ·
2006: Ireen Wüst ·
2010: Martina Sáblíková ·
2014: Ireen Wüst ·
2018: Carlijn Achtereekte ·
2022: Irene Schouten